# اشيل كومبانيوني
اشيل كومبانيوني (بالإيطالية: Achille Compagnoni)‏ (و. 1914 – 2009 م) هو مستكشف، ومتسابق بياثل، ومتسلق جبال تزلج إيطالي، ولد في مقاطعة سوندريو، توفي في أوستا، عن عمر يناهز 95 عاماً.

## جوائز
حصل على جوائز منها:
- نيشان الاستحقاق للجمهورية الإيطالية من رتبة الصليب الأعظم.

## وصلات خارجية
- اشيل كومبانيوني على موقع IMDb (الإنجليزية)
- اشيل كومبانيوني في قاعدة بيانات الأفلام على الإنترنت